# Григор Шишков
Григор Димитров Шишков е български лекар и политик. Народен представител в VII велико народно събрание от Съюза на демократичните сили (СДС) и в XXXVIII народно събрание от Обединените демократични сили (ОДС). Член на Българската социалдемократическа партия (БСДП). 

## Биография

### Ранен живот и образование
Григор Димитров Шишков е роден на 1 януари 1939 г. в село Куклен, Пловдивска област. Става студент в Медицинската академия в София, но е изключен заради политическите си възгледи по време на Унгарските събития от 1956 г. По-късно е реабилитиран през 1965 г. и му е разрешено да продължи висшето си образование. Завършва Висшия медицински институт в София със специалност „Медицина“ през 1971 г.

### Професионална кариера
Григор Димитров Шишков започва своята професионална кариера като хирург в Районната болница в Чирпан, където работи от 1971 до 1976 г. След това е назначен за завеждащ на хирургичното отделение в Районната болница в Мадан, където работи от 1976 до 1980 г. През 1980 г. преминава на работа във Втора градска болница в Пловдив (МБАЛ „Св. Пантелеймон“), където остава до 1981 г. През 1981 г. заминава за Либия, където работи като лекар-хирург до 1983 г. След завръщането си в България, Шишков започва работа в Първа градска болница в Пловдив (МБАЛ „Св. Мина“), както и в Окръжна болница (УМБАЛ-Пловдив). От 1991 до 1997 г. завежда Хирургичното отделение в Окръжна болница и се пенсионира там.

### Политическа кариера
След промените през 1989 г. става член на БСДП. Той е един от основателите на СДС в България и един от хората, работили активно за възстановяване на Българския лекарски съюз у нас.
Политическата кариера на Григор Шишков започва през 1990 г., когато е избран за народен представител в 7-ото велико народно събрание с листата на СДС от квотата на Българската социалдемократическа партия (БСДП). През 1997 - 2001 г. е депутат в 38-ото народно събрание от Обединените демократични сили (ОДС) и е член на парламентарната комисия по здравеопазването, младежта и спорта. Член на инициативния комитет за свикване на извънреден конгрес на БСДП през 1998 г.
Григор Димитров Шишков умира на 11 февруари 2019 г. в Пловдив на 80-годишна възраст.
Синът му, доц. д-р Димитър Шишков, също е лекар и политик, народен представител в 43-то народно събрание от Движение „България на гражданите“ на Меглена Кунева.